# Chaerephon johorensis
Chaerephon johorensis es una especie de murciélago de la familia Molossidae.

## Distribución geográfica
Se encuentra en Indonesia y Malasia.